# Berberis tinctoria
Berberis tinctoria är en berberisväxtart som beskrevs av Leschen.. Berberis tinctoria ingår i släktet berberisar, och familjen berberisväxter. Inga underarter finns listade i Catalogue of Life.